# ユーグ・ファブリス・ザンゴ
ユーグ・ファブリス・ザンゴ（Hugues Fabrice Zango, 1993年6月25日 ‐ ）は、ブルキナファソ・ワガドゥグー出身の陸上競技選手。専門は三段跳。18m07mの自己ベストを持つ室内アフリカ記録保持者。

## 経歴
2015年7月9日、光州ユニバーシアード男子三段跳決勝において、16m76（+0.4）の自己ベスト（当時）を記録して銀メダルを獲得した。
2016年6月25日、アフリカ選手権男子三段跳決勝において、16m81の自己ベスト（当時）を記録して銀メダルを獲得した。
2017年7月24日、フランス語圏競技大会男子三段跳決勝において、惜しくもブルキナファソ新記録樹立とはならなかったものの16m92（+2.1）を記録して金メダルを獲得した。
2017年8月25日、台北ユニバーシアード男子三段跳決勝において、17mに迫る16m97（+0.9）を記録。2003年にOlivier Sanouが作った16m91のブルキナファソ記録を塗り替えたが、優勝したアゼルバイジャンのNazim Babayevに4cm届かず惜しくも優勝は逃した。
2018年1月27日、ヴァル＝ド＝ルイユで行われた室内大会男子三段跳において、屋外も含め自身初の17m超えとなる17m23を記録。ナイジェリアのAjayi Agbebakuが1982年に樹立した17m00の室内アフリカ記録を塗り替えた。
2021年、男子三段跳びで銅メダルを獲得。これはブルキナファソ史上初のメダル獲得となった。

## 自己ベスト
- 記録欄の（　）内の数字は風速（m/s）で、+は追い風を意味する。

| 種目   | 記録           | 年月日        | 場所                             | 備考               |
| 屋外   | 屋外           | 屋外          | 屋外                             | 屋外               |
| ------ | -------------- | ------------- | -------------------------------- | ------------------ |
| 100m   | 10秒72（+1.3） | 2017年5月25日 | テルニェ                         |                    |
| 100m   | 10秒71（+2.3） | 2017年5月25日 | テルニェ                         |                    |
| 200m   | 23秒08（-0.4） | 2017年5月1日  | サン＝ポル＝シュル＝テルノワーズ |                    |
| 走幅跳 | 7m25（+1.4）   | 2017年5月1日  | サン＝ポル＝シュル＝テルノワーズ |                    |
| 三段跳 | 16m97（+0.9）  | 2017年8月25日 | 台北                             | ブルキナファソ記録 |
| 室内   |                |               |                                  |                    |
| 60m    | 6秒81          | 2018年1月11日 | リエヴァン                       |                    |
| 三段跳 | 17m23          | 2018年1月27日 | ヴァル＝ド＝ルイユ               | 室内アフリカ記録   |

## 主要大会成績
- 備考欄の記録は当時のもの

| 年   | 大会                      | 場所             | 種目   | 結果 | 記録          | 備考                  |
| ---- | ------------------------- | ---------------- | ------ | ---- | ------------- | --------------------- |
| 2013 | ユニバーシアード (en)     | カザン           | 三段跳 | 6位  | 15m96         |                       |
| 2013 | フランス語圏競技大会 (en) | ニース           | 三段跳 | 10位 | 15m97（+1.1） | 自己ベスト            |
| 2015 | ユニバーシアード (en)     | 光州             | 走幅跳 | 予選 | 6m73（-0.3）  |                       |
| 2015 | ユニバーシアード (en)     | 光州             | 三段跳 | 2位  | 16m76（+0.4） | 自己ベスト            |
| 2015 | 世界選手権                | 北京             | 三段跳 | 予選 | NM            |                       |
| 2015 | アフリカ競技大会 (en)     | ブラザヴィル     | 三段跳 | 5位  | 16m36（+0.1） |                       |
| 2016 | アフリカ選手権 (en)       | ダーバン         | 三段跳 | 2位  | 16m81（+1.2） | 自己ベスト            |
| 2016 | オリンピック              | リオデジャネイロ | 三段跳 | 予選 | 15m99（+0.2） | 全体34位              |
| 2017 | フランス語圏競技大会 (en) | アビジャン       | 三段跳 | 優勝 | 16m92（+2.1） | 公認記録16m65（-0.9） |
| 2017 | ユニバーシアード (en)     | 台北             | 三段跳 | 2位  | 16m97（+0.9） | ブルキナファソ記録    |
| 2018 | 世界室内選手権            | バーミンガム     | 三段跳 | 6位  | 17m11         |                       |